# キングダム・カム (アーサー・ブラウン)
キングダム・カム（Kingdom Come）は、イングランドのロック・ボーカリストであるアーサー・ブラウンが、1969年に解散したクレイジー・ワールド・オブ・アーサー・ブラウンに続いて1970年に結成したロック・バンドである。

## 来歴
1970年、アーサー・ブラウン、マイケル・ハリス、ボブ・エルウッド、デイヴ・アンブローズ、ロブ・タイト、ピート・ベイリーにより結成。同年、ブラウン、アンディ・ダルビー、ハリス、デズモンド・フィッシャー、マーティン・ステア、デニス・テイラーの顔ぶれで1stアルバム『銀河動物園白書』録音。
1971年、ブラウン、ダルビー、ハリス、フィル・シャット、ステアにより2ndアルバム『キングダム・カム』録音。
1972年、ブラウン、ダルビー、ヴィクター・ペライノ、シャットで3rdアルバム『ジャーニー』録音。ドラマー不在のまま、ブラウンがドラム・マシンを使用した。
3rd発表後バンドは解散。ブラウンはソロ活動を開始。彼のソロ・アルバムにはダルビーとハリスも参加した。音楽はポップになっている。
ペライノはヴィクター・ペライノズ・キングダム・カム（Victor Peraino's Kingdom Come）を結成、バンド名を引き継いでいる。音楽性はシンセサイザーを多用したシンフォニック・ロックであり、ブラウンのキングダム・カムの様な強烈な個性はない。

## メンバーと担当楽器

### 第1期 1970年
- アーサー・ブラウン (Arthur Brown) - vocal/recorder
- マイケル・ハリス (Michael Harris) - organ/piano
- ボブ・エルウッド (Bob Ellwood) - guitar
- デイヴ・アンブローズ (Dave Ambrose) - bass guitar
- ロブ・タイト (Rob Tait) - drums
- ピート・ベイリー (Pete Bailey) - percussion

結成時のメンバーでデモ・セッションを録音。その音源は1995年にアルバム『Jam』として発表されたほか、一部が1stアルバムと2ndアルバムでコラージュ的に使用された。

### 第2期 1970年
- アーサー・ブラウン (Arthur Brown) - vocal
- アンディ・ダルビー (Andy Dalby) - guitar
- マイケル・ハリス (Michael Harris) - organ/piano
- デズモンド・フィッシャー (Desmond Fisher) - bass guitar
- アンディ・マカロック (Andy McCulloch) - drums

### 第3期 1970年～1971年
- アーサー・ブラウン (Arthur Brown) - vocal
- アンディ・ダルビー (Andy Dalby) - guitar/vocal
- マイケル・ハリス (Michael Harris) - organ/piano
- デズモンド・フィッシャー (Desmond Fisher) - bass guitar
- マーティン・ステア (Martin Steer) - drums
- ジュリアン・ブラウン (Julian Brown) - synthesizer
- デニス・テイラー (Dennis Taylor) - lights(照明)

1stアルバム『銀河動物園白書』録音。

### 第4期 1971年～1972年
- アーサー・ブラウン (Arthur Brown) - vocal
- アンディ・ダルビー (Andy Dalby) - guitar/vocal
- マイケル・ハリス (Michael Harris) - organ/piano/synthesizer/mellotron
- フィル・シャット (Phil Shutt) - bass guitar/vocal
- マーティン・ステア (Martin Steer) - drums

2ndアルバム『キングダム・カム』録音。

### 第5期 1972年
- アーサー・ブラウン (Arthur Brown) - vocal/drum machine
- アンディ・ダルビー (Andy Dalby) - guitar/vocal
- マイケル・ハリス (Michael Harris) - organ/piano/synthesizer/mellotron
- フィル・シャット (Phil Shutt) - bass guitar/vocal

### 第6期 1972年
- アーサー・ブラウン (Arthur Brown) - vocal
- アンディ・ダルビー (Andy Dalby) - guitar/vocal
- ヴィクター・ペライノ (Victor Peraino) - mellotron/piano/synthesizer/theremin/vocal
- フィル・シャット (Phil Shutt) - bass guitar/vocal
- デイヴ・チャールズ (Dave Charles) - drums

“Spirit of Joy”(別テイク)録音。

### 第7期 1972年～1973年
- アーサー・ブラウン (Arthur Brown) - vocal/drum machine
- アンディ・ダルビー (Andy Dalby) - guitar/vocal
- ヴィクター・ペライノ (Victor Peraino) - mellotron/piano/synthesizer/theremin/vocal
- フィル・シャット (Phil Shutt) - bass guitar/vocal
- レス・アドレイ (Les Adley) - lights(照明)

3rdアルバム『ジャーニー』録音。

### ヴィクター・ペライノズ・キングダム・カム(Victor Peraino's Kingdom Come) 第1期 1975年
- ヴィクター・ペライノ (Victor Peraino) - vocal/mellotron/synthesizer/organ
- ポール・ロジャーソン (Paul Rogerson) - vocal/bass guitar
- デヴィッド・クリスチャン (David Christian) - guitar
- デヴィッド・ワイルド (David Wild) - drums
- ジャン・マーク・ラフロッテ (Jan Marc Laflotte) - flute/steel guitar/vocal
- ロバート・ミッチ (Robert Mich) - guitar
- エドワード・ハウルハム (Edward Howlehan) - drums
- ハーマン・ダルディン (Herman Daldin) - bass guitar

1stアルバム『ノー・マンズ・ランド』録音。

### ヴィクター・ペライノズ・キングダム・カム (Victor Peraino's Kingdom Come) 第2期 1981年
- ヴィクター・ペライノ (Victor Peraino) - vocal/keyboard
- スコール (Skol) - bass guitar
- ロン・フューラー (Ron Fuller) - drums
- スティーヴ・ロス (Steve Ross) - guitar

+
- ? - sax

EP盤「We're Next」録音。

### ヴィクター・ペライノズ・キングダム・カム (Victor Peraino's Kingdom Come) 第3期 2014年
- ヴィクター・ペライノ (Victor Peraino) - vocal/keyboard
- ジェフ・ファウスト (Jeff Faust) - guitar
- ジョー・ベース (Joe Bass) - bass guitar
- ジェイムズ・プライアー (James Pryor) - drums
- ニック・パイン (Nick Pynn) - violin
- リック・ヴァルミロヴィッチ (Ric Vulmirovich) - bass guitar
- ジョーイ・ファヴァ (Joey Fava) - drums

+
- アーサー・ブラウン (Arthur Brown) - vocal

2ndアルバム『Journey in Time』録音。

## ディスコグラフィ

### スタジオ・アルバム
- 『銀河動物園白書』 - Galactic Zoo Dossier (1971年 第3期)[1]
- 『キングダム・カム』 - Kingdom Come (1972年 第4期)[2]
- 『ジャーニー』 - Journey (1973年 第7期)[3]
- Jam (1995年 第1期)[5] ※1970年録音

### コンピレーション・アルバム
- The Lost Ears (1976年) ※クレイジー・ワールド・オブ・アーサー・ブラウン時代の曲も収録

### シングル
- "Eternal Messenger / ID Side to Be Side The C Side" (1971年 第3期)
- "Spirit of Joy / Come Alive" (1973年 第7期)

### ヴィクター・ペライノズ・キングダム・カム
- 『ノー・マンズ・ランド』 - No Man's Land (1975年 Victor Peraino's Kingdom Come 第1期)[6]
- We're Next (EP盤 1981年 Victor Peraino's Kingdom Come 第2期)[7]
- Journey in Time (2014年 Victor Peraino's Kingdom Come 第3期)[8]